# La princesa de hielo
La princesa de hielo es una novela de suspense de la escritora sueca Camilla Läckberg. Fue publicada en Suecia en el 2002 con el título de Isprinsessan. El libro ha sido editado en más de 30 países. Se publicó en español en 2006.

## Argumento
Un anciano encuentra el cadáver de Alexandra Carlgren en la bañera de su casa en Fjällbacka, población de la costa sueca. Una de sus amigas de la infancia, la escritora Erica Falck, quien iba pasando es informada de la muerte y acude a la escena, quedando perturbada. Todo parece indicar que se trataba de un suicidio. Sin embargo, los padres de Alex (al igual que otras personas allegadas a ella) aseguran que en realidad fue un homicidio.
El departamento de policía al mando del holgazán e incompetente comisario Bertil Mellberg es notificado de dichas sospechas e inicia una investigación. El principal policía involucrado es el comisario Patrik Hedström, también amigo de la infancia de Erica y Alexandra.
Los padres de Alexandra le piden a Erica que escriba sobre su hija, de modo que esta decide involucrarse en la vida de su amiga muerta para averiguar todo lo que le fuera posible. Poco a poco, ella y Patrik van descubriendo cada cual, a su manera, las pistas en torno a la muerte.
A pesar de eso, Erica tiene sus propios problemas personales acrecentados tras la muerte de sus padres. El principal es la venta de la casa de su infancia y sus enfrentamientos directos con su cuñado Lucas. Al mismo tiempo, Patrik revive su antiguo amor por ella y logra que ella sienta lo mismo.
Ambos personajes finalmente se declaran mutuamente sus sentimientos y el resto de la investigación la hacen, hasta cierto punto, juntos.
A medida que Erica averigua más sobre la vida de su amiga, descubre más secretos no solo de ella, sino de la gente común del pueblo, incluyendo a amigos suyos; y por supuesto, los ricos y los pobres de la población agrícola.
A cada momento surgen nuevos sospechosos del asesinato de Alex y nuevas teorías son planteadas desechando a las anteriores. Sin embargo, al final Erica y Patrik descubren que en realidad todo lo que concluyeron desde el principio era cierto y el asesino resulta ser quien menos se imaginaron, al igual que su motivación.